# デヤン・ズキッチ
デヤン・ズキッチ（セルビア語: Дејан Зукић, ラテン文字転写: Dejan Zukić、2001年5月7日 - ）は、セルビアのサッカー選手。ポジションはミッドフィールダー。

## 経歴

### ヴォイヴォディナ
FKヴォイヴォディナ・ノヴィ・サドの下部組織で育ち、2017年夏に16歳でトップチームに昇格した。
2019年3月19日に初のプロ契約として3年契約を締結し、11日後の3月30日にFKディナモ・ヴラニェ戦で88分から途中出場しトップデビューを果たすと、1分後の89分にPKを獲得し3-1の勝利に貢献した。
2023年8月7日、ヴォイヴォディナとの契約を2026年6月まで延長した。